# Aldo Donati
Aldo Donati (Budrio, 1910. szeptember 29. – 1984. november 3. világbajnok olasz labdarúgó, fedezet.

## Pályafutása

### Klubcsapatban
1929 és 1937 között a Bologna labdarúgója volt, ahol két-két alkalommal lett bajnok (1935–36, 1936–37) és közép-európai kupa győztes (1932, 1934) a csapattal. 1937 és 1943 között az AS Roma együttesének meghatározó játékosa volt. Tagja volt az 1941–42-es idényben bajnokságot nyert csapatnak. A második világháború után az 1945–46-os szezonban két bajnoki mérkőzésen szerepelt az Internazionale csapatában, majd visszavonult az aktív labdarúgástól.

### A válogatottban
Tagja volt az 1938-as világbajnok csapatnak, de mérkőzésen sohasem szerepelt az olasz válogatottban.

## Sikerei, díjai
Olaszország
- Világbajnokság
  - aranyérmes: 1938, Franciaország

 Bologna
- Olasz bajnokság (Serie A)
  - bajnok: 1935–36, 1936–37
- Közép-európai kupa
  - győztes: 1932, 1934

 AS Roma
- Olasz bajnokság (Serie A)
  - bajnok: 1941–42